# Rivière Ditton Ouest
Pour les articles homonymes, voir Ditton.
La rivière Ditton Ouest est un tributaire de la rivière Ditton (bassin versant de la rivière au Saumon (Le Haut-Saint-François)). La rivière Ditton Ouest coule dans la municipalité de Chartierville, dans la municipalité régionale de comté (MRC) Le Haut-Saint-François, dans la région administrative de l'Estrie, au Québec, au Canada.
La sylviculture constitue la principale activité économique de cette vallée; l'agriculture, en second, surtout dans la partie inférieure.
La surface de la rivière Ditton Est est habituellement gelée de la mi-décembre à la mi-mars, sauf les zones de rapides; toutefois la circulation sécuritaire sur la glace se fait généralement de la fin-décembre au début de mars.

## Géographie
Les bassins versants voisins de la "rivière Ditton Ouest" sont :
- côté nord : rivière Ditton ;
- côté est : rivière Ditton ;
- côté sud : West Branch Magalloway (États-Unis) ;
- côté ouest : rivière Eaton Nord, ruisseau Noire, rivière du Sud (rivière Eaton Nord).

La rivière Ditton Ouest prend sa source au sud du Québec dans le canton d'Emberton, au sud-ouest du village de Chartierville, à l'ouest de la "Route Saint-Hyacinthe" et au sud de la rue Verchères de Chartierville. Cette source se situe aussi au nord du Mont Prospect (à la frontière entre le Québec et le New Hampshire) et au nord du "Connecticut Lakes Natural Area" (comté de Coos, New Hampshire, É.U.A.).
À partir de sa source, la rivière Ditton Ouest coule sur 7,0 km, avec une dénivellation de 91 m, vers le nord en traversant le chemin Saint-Paul (reliant le village de Chartierville au hameau de "Bellefeuille"); puis vers le nord-est, en traversant la route 257.
La rivière Ditton Ouest se déverse sur la rive Ouest de la rivière Ditton. Sa confluence est située à l'est de la route Saint-Jean-Baptiste qui est identifiée comme la route 257.

## Toponymie
Le toponyme "Ditton" a été emprunté à l'appellation d'un important village et une paroisse civile dans le Tonbridge and Malling district de Kent, en Angleterre. Ce toponyme est aussi en usage au Québec pour désigner la rivière Ditton Est et la rivière Ditton.
Le toponyme "rivière Ditton Ouest" a été officialisé le 5 décembre 1968 à la Commission de toponymie du Québec.